# Conrad Amber

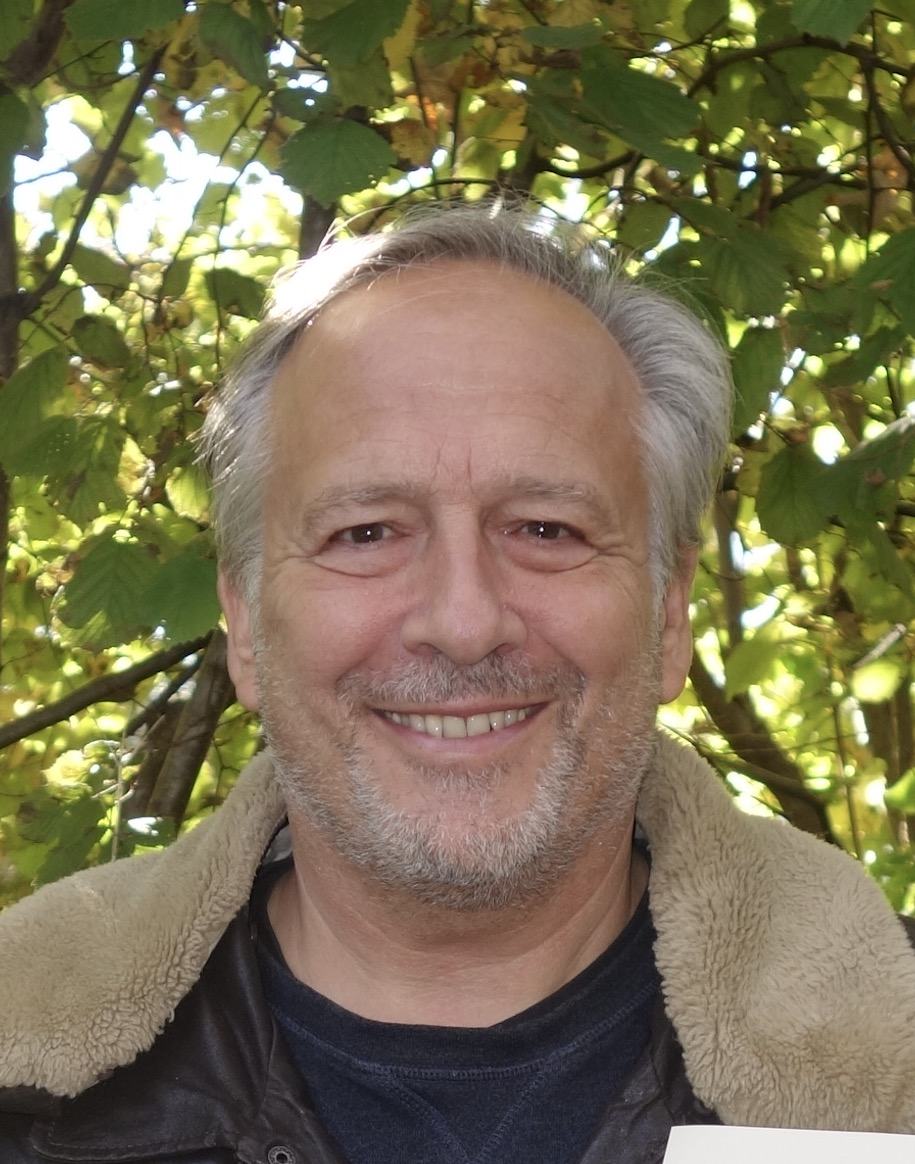
Conrad Amber (2017)

Conrad Amber, geborener Heinz Conrad Mathis (* 13. Juli 1955 in Hohenems), ist ein österreichischer Autor und Naturfotograf.

## Leben
Conrad Amber begleitete als Bub seinen Vater bei der Jagd im Hohenemser Ried, in Damüls und im Arlberggebiet. Obwohl er sich für das Jagen nie begeistern konnte, war das Interesse an der Natur, am Wald und an den Bäumen geweckt. Ab 1977 begleitete er zehn Jahre lang als Fotograf die Schubertiade Vorarlberg in Hohenems und sammelte dort Erfahrungen für die spätere Fotografie der Wälder Europas. 1981 gründete er die Farbenlaube und 2001 die KunstKontakt in Dornbirn, beides Unternehmen, die sich mit Kunst befassen. 1985 gründete er mit Gerhard Winkler und Hans Dünser den KunstRaumDornbirn, in dessen Vorstand er bis 2019 aktiv war. 1996 wurde von ihm die Malakademie Malmal ins Leben gerufen, in der internationale Künstler Kunstseminare abhalten.  2020 war er Mitbegründer der international tätigen c4f-Group, in welcher er Berater für Gebäudebegrünung und Naturlösungen ist. 2020 wurde sein ursprünglicher Autorenname Conrad Amber als alleiniger Name amtlich bestätigt. Conrad Amber ist Vater von drei Töchtern und lebt in Dornbirn.

## Publikationen
Ab 2005 betätigte sich Conrad Amber als Naturfotograf und Autor und verkaufte seinen Künstlermaterialienfachmarkt Farbenlaube. Er veröffentlichte zwei Fachbücher über Bäume, Wälder und unsere Haltung zur Natur, Baumwelten (2015) und Bäume auf die Dächer, Wälder in die Stadt (2017). Beide Bücher fanden in den Printmedien, Fachzeitschriften, Radio- und TV-Anstalten Interesse und wurden vielfach rezensiert und zitiert. 2020 folgte ein weiteres Buch Was Bäume uns erzählen mit Baumgeschichten und Erlebnissen des Autors. 2024 wird das Buch "Aufbäumen" vorgestellt, in welchem der Autor zahlreiche eigene und andere Begrünungs- und Renaturierungsprojekte aus ganz Europa dokumentiert, fotografiert und umfassend erklärt.
Sein Wissen setzt Amber als Berater für Bestandbäume und Baumstandorte ein, Begrünung und Renaturierung, Naturwälder, Urnenwälder (Friedenswälder) und Grünkonzepte für Unternehmen und Kommunen. Er engagiert sich für den Erhalt von Altbäumen, Alleen und Auwaldstreifen. Als Vortragender ist er in Österreich, Deutschland, Schweiz und Liechtenstein unterwegs. Ebenso in Interviews und Diskussionen, Foren und über die verschiedenen sozialen Netzwerke.

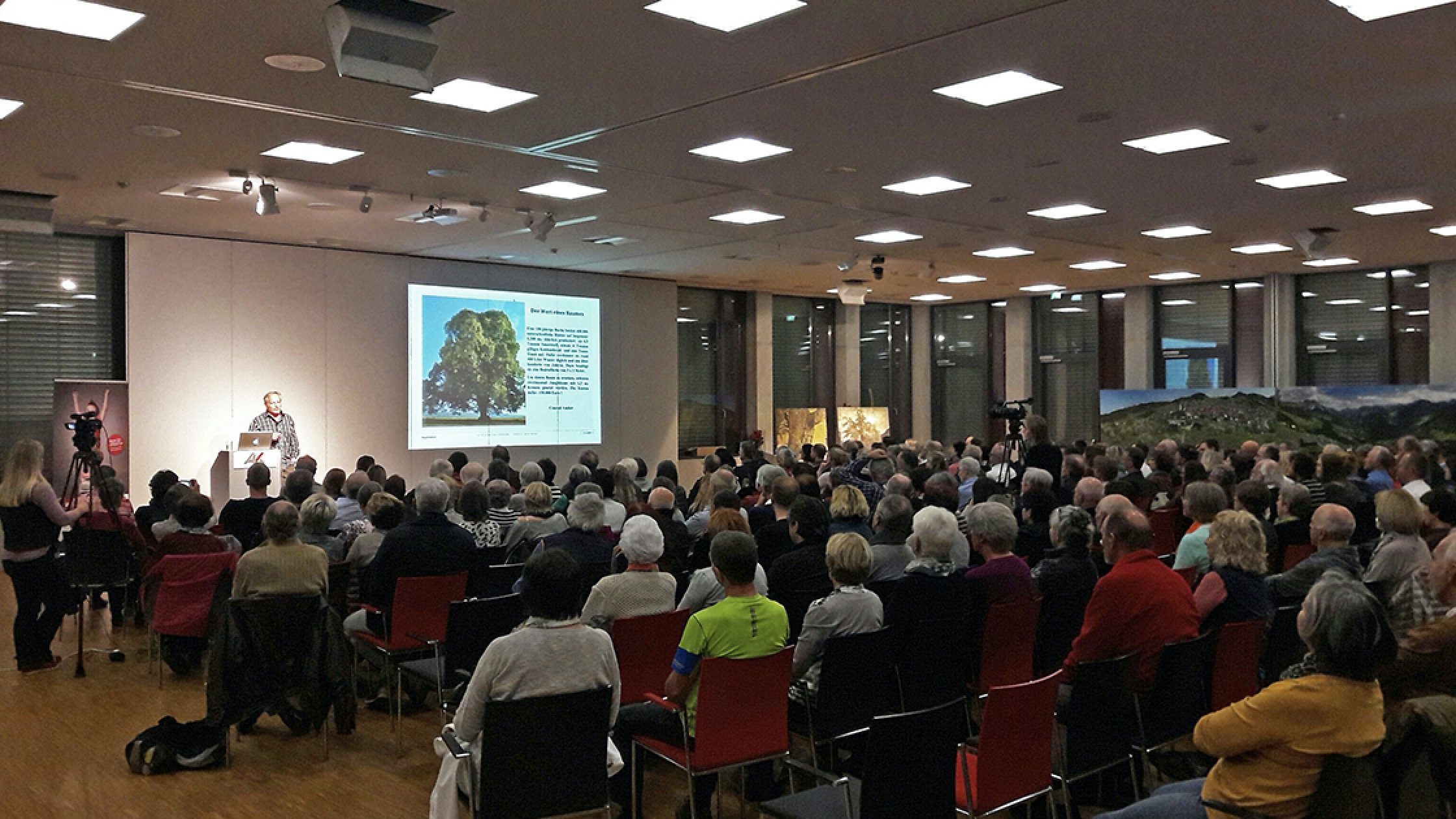
Bildvortrag „Baumwelten“ in Feldkirch, 2016

Seine Baumfotografien finden sich im Naturmuseum inatura in Dornbirn, in zahlreichen Hotels, Gesundheitseinrichtungen, Krankenhäusern sowie in Fachzeitschriften, in der Waldzeitung, in Büchern und online-Plattformen.
Seit 2018 ist Amber als Berater für Kommunen wie Hohenems und der Region Walgau tätig. Dort gibt er in persönlichen Beratungen Hilfe und Tipps für die Begrünung von Gebäuden wie mit dem Anlegen von Dachgärten, Pflanzenfassaden und für die Renaturierung von Gärten.
Vielbeachtet war ein podcast-Interview mit dem bekannten Förster Peter Wohlleben in dessen Waldakademie zum Thema „Stadtbäume“ für das GEO-Magazin. Hier wurde das Wissen aus dem Waldbau mit dem der Stadtbegrünung erstmals professionell verglichen und entwickelt.
Vergleichende Studien und begleitende Praxisforschung über viele Jahre ermutigten Conrad Amber, sich mit der alternativen und naturnahen Waldbewirtschaftung auseinanderzusetzen. Die daraus gewonnenen Erkenntnisse wurden in TV-Sendungen und in Fachmedien präsentiert. Die zweiteilige Dokumentation „Tief verwurzelt“ wurde 2019 im ServusTV ausgestrahlt. Der Dokumentarfilm „Dok1“ mit Hanno Settele wurde im Altenburger Stiftwald unter Beratung von Forstdirektor Herbert Schmid gedreht. Dieser wurde für seine naturnahe Waldbewirtschaftung mit dem Österreichischen Staatspreis für beispielhafte Waldbewirtschaftung ausgezeichnet. Die Ausstrahlung fand im Mai 2021 im ORF1 statt. Im Wissen-Magazin „Der Pragmaticus“ wurde ein Fachbericht von Amber unter dem Titel „Die unbekannten Welten des Waldes“ im Oktober 2021 veröffentlicht.
Für den Verein Klimainitiative, in dem namhafte Zeitungsverlage Österreichs zusammengeschlossen sind (Styria Media Group, Niederösterreichisches Pressehaus, Wimmer Medien, Salzburger Nachrichten, Russmedia) vertreten durch Hans Metzger, entwickelte Conrad Amber in den Jahren 2020–22 die Initiative – mehr „Urwald“ für Österreich. Dabei wurde die Möglichkeit geschaffen, mit Spenden Waldflächen in Österreich außer Holznutzung zu stellen. Damit kann gewährleistet werden, dass die positiven Effekte und Funktionen eines bestehenden Mischwaldes (CO2-Speicherung, Sauerstoffproduktion, Feinstaubfilterung, Wasserrückhalt, große Artenvielfalt und Lebensraum für alle Ökosysteme, Erholungsraum für den Menschen) langfristig erhalten wird. Im ersten Projekt, einigen Waldflächen am Kamp der Altenburger Stiftswälder (NÖ) gibt es die vertraglich gesicherte Möglichkeit, Waldflächen auf 100 Jahre zu schützen. Trotz massiven Interventionen unterschiedlichster Waldnutzungs-Lobbys wurde das Projekt zu einem vorzeigbaren Erfolg.
Im Mai 2023 hielt er – auf Einladung der Stiftsbibliothek St. Gallen – eine vielbeachtete Rede „Über die Wiederbewaldung der Gallusstadt“. Eine „Notker der Stammler-Rede“ zu dessen 1111. Gedenktag des prägenden Mönchs des Stifts. In den Reihen der letzten Redner waren u. a. bekannte Literaten, Politiker und Nobelpreisträger. Amber präsentierte eine provokante Naturlösung für die Stiftsbibliothek ( und dessen unbedingte Kühlung zum Schutz für die gesamte, historische Sammlung) und die Innenstadt von St. Gallen u. a. mit der Entsiegelung von Plätzen und Parkplätzen, mit der Bepflanzung von Großbäumen und der Installation großer Grünfassaden, auch für denkmalgeschützte Gebäude. Einige der Inhalte werden von anderen Gruppierungen, wie Gruenesgallustal durch Architekten und Grünraumplanern ebenso vertreten und empfohlen.

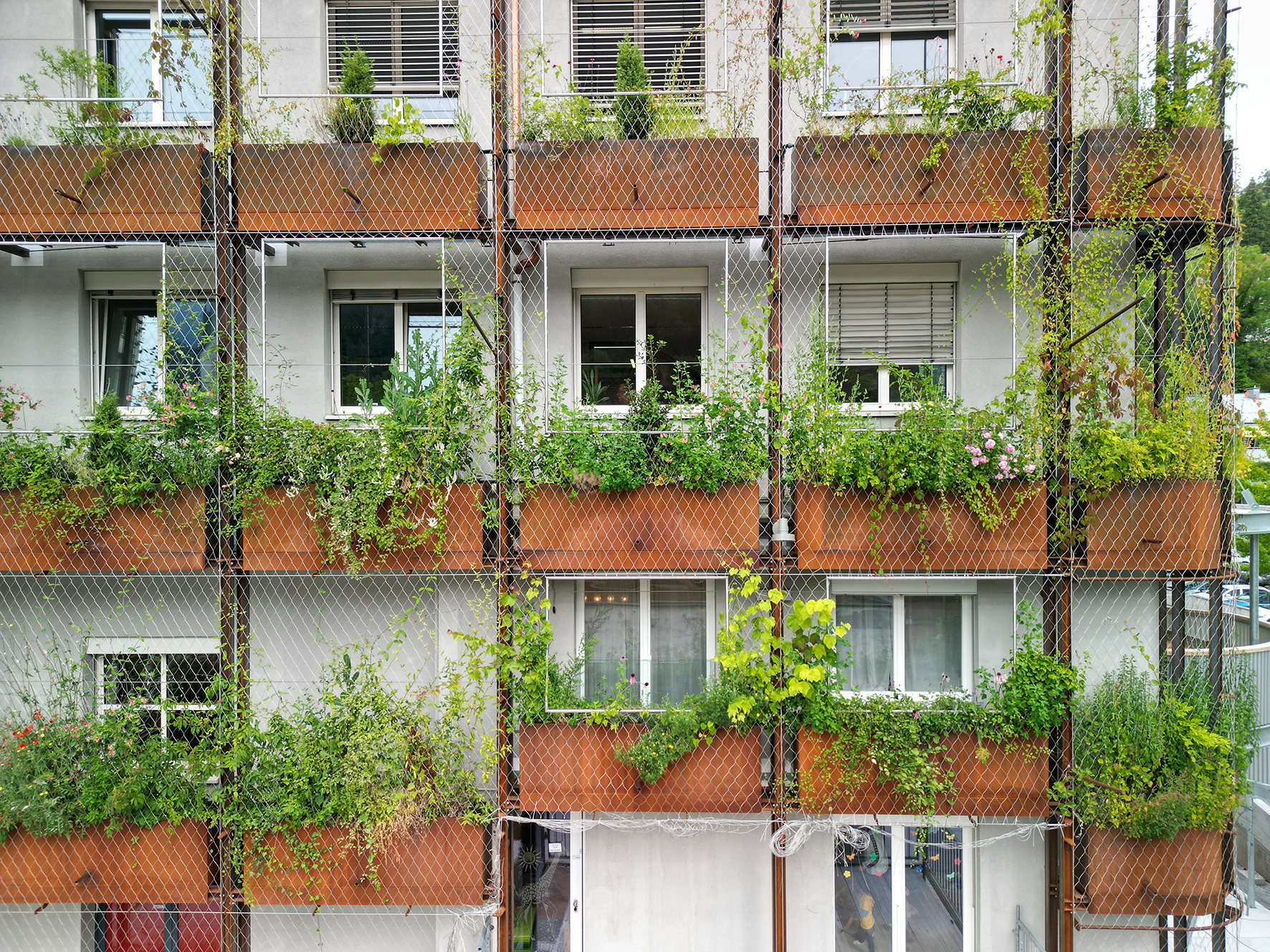
Grünfassade der AK Feldkirch 2024

Im September 2024 wurde die größte Grünfassade Vorarlbergs im AK-Quartier der Arbeiterkammer in Feldkirch eröffnet. Das riesige Gerüst mit 3 Ebenen und über 50 Substrattrögen nimmt über 250 rankende Pflanzen auf, die an einem Rautengitter über die gesamte Gebäudefassade auf über 700 m² wachsen sollen. Geplant wurde die komplexe Konstruktion von Architekt Raicher Huchler in enger Zusammenarbeit mit Conrad Amber, der für die Bepflanzung, Substratmischung und die Bewässerung durch Regenwasser zuständig war.
Im November 2024 wird durch Conrad Amber, gemeinsam mit Richard Gutensohn und Markus Luschin der Verein "Grünstadtsymposium" in Dornbirn gegründet. Dieser sieht sich als Forum für eine Bewusstseinsschaffung urbaner Renaturierung und veranstaltet im deutschsprachigen Raum Grünstadtsymposien mit Vorträgen, Informationsveranstaltungen und aktiven Netzwerken für die Umsetzung von Begrünungsmaßnahmen an und auf Gebäuden und in urbanen Flächen.

## Buchveröffentlichungen
- Baumwelten. Kosmos, Stuttgart 2015, ISBN 978-3-440-14594-4.
- Bäume auf die Dächer, Wälder in die Stadt. Kosmos, Stuttgart 2017, ISBN 978-3-440-15403-8.
- Was Bäume uns erzählen, Story.one, Wien, ISBN 978-3-99087-237-6
- Bäume – Über die Wurzeln einer tiefen Verbindung, Kosmos, Stuttgart, mit Andreas Hase, 2023, ISBN 978-3-440-17703-7
- Aufbäumen -Stadtbegrünung für eine lebenswerte Zukunft, Braumüller Verlag, Wien, 2024 ISBN 978-3-99100-404-2